# Refugio
Refugio ist die Bezirkshauptstadt und Sitz der Countyverwaltung (County Seat) des Refugio County im US-Bundesstaat Texas in den Vereinigten Staaten. Das U.S. Census Bureau hat bei der Volkszählung 2020 eine Einwohnerzahl von 2.712 ermittelt.

## Geographie
Die Stadt liegt an der Kreuzung der U.S. Highways 183 und 77 am Nordufer des Mission Rivers im Südosten von Texas, ist etwa 50 Kilometer vom Golf von Mexiko entfernt und hat eine Gesamtfläche von 4,1 km².

## Demografische Daten
Nach der Volkszählung im Jahr 2000 lebten hier 2.941 Menschen in 1.128 Haushalten und 788 Familien. Die Bevölkerungsdichte betrug 727,9 Einwohner pro km². Ethnisch betrachtet setzte sich die Bevölkerung zusammen aus 74,53 % weißer Bevölkerung, 13,40 % Afroamerikanern, 0,51 % amerikanischen Ureinwohnern, 0,51 % Asiaten, 0,10 % Menschen aus dem pazifischen Inselraum und 9,38 % aus anderen ethnischen Gruppen. Etwa 1,56 % waren gemischter Abstammung und 44,30 % der Bevölkerung waren spanischer oder lateinamerikanischer Abstammung.
Von den 1.128 Haushalten hatten 30,9 % Kinder unter 18 Jahre, die im Haushalt lebten. 46,5 % davon waren verheiratete, zusammenlebende Paare. 18,2 % waren allein erziehende Mütter und 30,1 % waren keine Familien. 27,3 % aller Haushalte waren Singlehaushalte und in 13,8 % lebten Menschen, die 65 Jahre oder älter waren. Die Durchschnittshaushaltsgröße betrug 2,55 und die durchschnittliche Größe einer Familie belief sich auf 3,08 Personen.
26,7 % der Bevölkerung waren unter 18 Jahre alt, 8,1 % von 18 bis 24, 25,1 % von 25 bis 44, 22,5 % von 45 bis 64 und 17,6 %, die 65 Jahre oder älter waren. Das Durchschnittsalter war 38 Jahre. Auf 100 weibliche Personen aller Altersgruppen kamen 90,9 männliche Personen. Auf 100 Frauen im Alter von 18 Jahren und darüber kamen 85,3 Männer.

Das jährliche Durchschnittseinkommen eines Haushalts betrug 26.719 USD, das Durchschnittseinkommen einer Familie 32.237 USD. Männer hatten ein Durchschnittseinkommen von 33.021 USD gegenüber den Frauen mit 15.549 USD. Das Prokopfeinkommen betrug 13.523 USD. 21,1 % der Bevölkerung und 16,8 % der Familien lebten unterhalb der Armutsgrenze. Davon waren 26,7 % Kinder und Jugendliche unter 18 Jahren und 20,9 % waren 65 oder älter.

## Söhne und Töchter der Stadt
- Kinney Abair (1938–2003), Bluesmusiker
- Nolan Ryan (* 1947), ehemaliger Baseballspieler der New York Mets, California Angels, Houston Astros und Texas Rangers im MLB
- Jack Starrett (1936–1989), Schauspieler und Regisseur